# Cinetodus carinatus
Cinetodus carinatus är en fiskart som först beskrevs av Weber, 1913.  Cinetodus carinatus ingår i släktet Cinetodus och familjen Ariidae. Inga underarter finns listade i Catalogue of Life.